# Greåker Station
Greåker Station (Greåker stasjon) var en jernbanestation på Østfoldbanen, der lå i byområdet Greåker i Sarpsborg kommune i Norge.
Stationen blev åbnet 2. januar 1879 som Greaker men skiftede navn til Greaaker i april 1894 og til Greåker i april 1921. Den blev fjernstyret 3. december 1974 og gjort ubemandet 4. august 1980. Betjeningen med persontog ophørte 29. maj 1983, og 5. juni 1989 blev stationen nedlagt. Stationsbygningen brændte ned til grunden natten til 13. juni 2010.